# TopGearテストトラック
トップ・ギア テスト・トラック（Top Gear test track ）は、イギリスBBCで放映されている自動車番組『トップ・ギア』が使用しているサーキットであり、同国サリー州に所在する。

## 歴史
元はロータス社のテストコースで、それ以前はカナダ軍（第二次世界大戦中にはイギリス軍）やブリティッシュ・エアロスペースが使用していた飛行場であった。
トップ・ギアが現行のスタイルに改まった2002年以降、同番組のテストコースとして使われている。トップ・ギアは2023年に番組制作を休止しているが、2025年現在は関連雑誌向けにザ・スティグによるテストドライブが行われるなど、使用は継続している。
2010年代後半以降、飛行場の敷地を縮小し住宅街としての再開発が進められており、本コースもそれに伴い廃止されるとの憶測が時折流れている。2026年までの存続は決定しているが、それ以降については未定。

## 概要
番組のパワーラップや「有名人レース」("Star in a Reasonably Priced Car")のコーナー、チャレンジ企画で使用される。飛行場内に存在し、コースの大半は滑走路や誘導路をそのまま使っているのが特徴である。トップ・ギア以外のテレビ番組でも使われている。
「有名人レース」では、一般のゲスト向けの車は4、5年毎に変更され、レーシングドライバー向けには現在もスズキ・リアーナが使われる。
- 一般ゲスト向け使用車

|   | 車種                     | 使用期間                                  |
| - | ------------------------ | ----------------------------------------- |
| 1 | スズキ・リアーナ         | シリーズ1(2002年)-シリーズ7(2005年)       |
| 2 | シボレー・ラセッティ     | シリーズ8(2006年)-シリーズ14(2010年夏)    |
| 3 | キア・シード             | シリーズ15(2010年冬)-シリーズ19(2013年冬) |
| 4 | ヴォクスホール・アストラ | シリーズ20(2013年夏)                      |

また、この企画ではトラックの状況に応じて以下のタイム調整が行われる。
| 記号                   | 状況                                                       | 調整  |
| ---------------------- | ---------------------------------------------------------- | ----- |
| 高温(HOT)              | 高温多湿で路面や自動車の性能に影響が出る                   | －2秒 |
| 軽い湿気(MM/D)         | 小雨や霧雨が降ったため、路面に乾いた部分と湿った部分がある | －2秒 |
| 湿気(M)                | 雨のため路面全体が僅かに濡れている                         | －3秒 |
| ウェット(W)/雪融け(MS) | 小雨や融けた雪のため路面が濡れている                       | －4秒 |
| 重度のウェット(VW)     | 大雨のため水たまりができるほど路面が濡れている             | －6秒 |

### 番組公式ラップタイム
パワーラップで記録された番組公式のラップタイム。

#### 上位10台
| 順位 | 車両                     | タイム | ドライバー |
| ---- | ------------------------ | ------ | ---------- |
| 1    | マクラーレン・675LT      | 1.13.7 | 三代目stig |
| 2    | パガーニ・ウアイラ       | 1.13.8 | 三代目stig |
| 3    | BAC・Mono                | 1.14.3 | 三代目stig |
| 4    | アリエル・アトム V8      | 1.15.1 | 三代目stig |
| 5    | ダッジ・バイパー ACR     | 1.15.1 | 三代目stig |
| 6    | アウディ・R8 V10 Plus    | 1.15.7 | 三代目stig |
| 7    | ランボルギーニ・ウラカン | 1:15.8 | 三代目stig |
| 8    | メルセデスAMG・GT R      | 1.16.0 | 三代目stig |
| 9    | ポルシェ・991 GT3 RS     | 1.16.1 | 三代目stig |
| 10   | マクラーレン・MP4-12C    | 1.16.2 | 三代目stig |

11位以下のラップタイムについては

#### ボード外記録
以下の記録は、諸々の理由で番組のラップタイム記録ボードの対象外である。
| 車両                               | タイム           | 理由                             |
| ---------------------------------- | ---------------- | -------------------------------- |
| シーハリアー                       | 0:31.2           | 車ではない                       |
| ルノー・R24                        | 0:59.0(ウェット) | レースカー(F1)                   |
| ロータス・T125                     | 1:03.8           | サーキット専用車                 |
| パガーニ・ゾンダR                  | 1:08.5           | サーキット専用車                 |
| アストンマーティン・DBR9           | 1:08.6           | レースカー(GT1)                  |
| キャパロ・T1                       | 1:10.6           | スピードバンプを乗り越えられない |
| フェラーリ・FXX                    | 1:10.7           | サーキット専用車                 |
| ランボルギーニ・セスト・エレメント | 1:14.0           | サーキット専用車                 |
| ラディカル・SR3                    | 1:19.2           | スピードバンプを乗り越えられない |
| ウェストフィールド・XTR2           | 1:22.6           | スピードバンプを乗り越えられない |
| BMW M5                             | 1:29.2           | 大雨により「参考タイム」扱い     |

ただしリチャード・ハモンドが搭乗した「人力ポルシェ」のタイムは載っている。

### 有名人レースラップタイム

#### 一般ゲストの上位10人
| 順位 | ドライバー               | タイム                |
| ---- | ------------------------ | --------------------- |
| 1    | マット・ルブランク       | 1:42.1                |
| 2    | ローワン・アトキンソン   | 1:42.2                |
| 3    | ジョン・ビショップ       | 1:42.8                |
| 3    | マイケル・ファスベンダー | 1:42.8 (アイスバーン) |
| 5    | ロス・ノーブル           | 1:43.5                |
| 6    | ジェームズ・マカヴォイ   | 1:43.6                |
| 7    | ライアン・レイノルズ     | 1:43.7                |
| 7    | マット・スミス           | 1:43.7                |
| 8    | トム・クルーズ           | 1:44.2                |
| 10   | エイミー・マクドナルド   | 1:44.4                |

#### レーシングドライバー
| 順位 | ドライバー                          | タイム | 備考                         |
| ---- | ----------------------------------- | ------ | ---------------------------- |
| 1    | ダニエル・リチャルド                | 1.42.2 |                              |
| 2    | ルイス・ハミルトン(シリーズ19第4回) | 1:42.9 |                              |
| 3    | マーク・ウェバー(シリーズ20第6回)   | 1:43.1 |                              |
| 4    | セバスチャン・ベッテル              | 1:44.0 |                              |
| 5    | ルーベンス・バリチェロ              | 1:44.3 |                              |
| 参考 | 2代目stig                           | 1:44.4 |                              |
| 6    | ナイジェル・マンセル                | 1:44.6 |                              |
| 7    | ルイス・ハミルトン(シリーズ10第8回) | 1:44.7 | ウェットかつ油ぎった路面     |
| 8    | ジェンソン・バトン(シリーズ8第8回)  | 1:44.7 | 高温                         |
| 9    | ジェンソン・バトン(シリーズ14第5回) | 1:44.9 | 雪の中でのアタック           |
| 参考 | 初代stig                            | 1:46.0 | ランキングボードには掲載なし |
| 10   | キミ・ライコネン                    | 1:46.1 | 重度のウェット               |
| 11   | デイモン・ヒル                      | 1:46.3 |                              |
| 12   | マーク・ウェバー(シリーズ6第10回)   | 1:47.1 | 重度のウェット               |

ミハエル・シューマッハもシリーズ13エピソード1に出演した際に挑戦したが、2代目Stigの正体の噂を否定するため、故意にコースオフしたことから「記録なし」となっている。

## レイアウト
コース全体が平面の8の字型に構成されているため、周回中に同じルートを二回（ウィルソン - シカゴ間、フォロースルー - ベントレー間）通過する、通常のサーキットではまずありえないレイアウトが特徴である。
- クルーナー・カーブ（Crooner curve） 
  - 最初の極めて緩やかなカーブ。名前はドニントン・パークの Craner curve などにちなむ[7]。
- ウィルソン（Wilson）
  - トラックの中で、最初のコーナーらしいコーナー。先代のトップ・ギア司会者、クエンティン・ウィルソン（en:Quentin Wilson）の山形の眉にちなむ[7]。
- シカゴ（Chicago） 
  - タイヤバリアの前にあるコーナー。名前はトップ・ギアの出演者ザ・スティグが好んだ同名のバンドに由来[7]。
- ハンマー・ヘッド（Hammer head）
  - ハンマーの形をしているコーナー[7]。コース中最も低速なコーナーで、入り口までの距離が示されている。
- フォロー＝スルー（Follow-through） 
  - 右回り曲線のコーナー[7]。車種によってはノーブレーキで通過できる高速コーナー
- ベントレー（Bentley）
  - タイヤと芝生に挟まれたコーナー。現在のトップ・ギアのプロデューサーであり、司会者でもあるジョン・ベントレー（Jon Bentley）に敬意を示して名付けられた[7]。パワーラップでは左側の車輪をコースアウトさせてショートカットすることが多い。
- バカラック （Bacharach）
  - ザ・スティグが崇めるバート・バカラックにちなむ[7]。番組内では、セカンド・トゥ・ラスト（最後から2番目のコーナー）と呼称されることが多い。
- ガンボン（Gambon）
  - 俳優のマイケル・ガンボンがトップ・ギアの番組企画でスピンを連続したことから名付けられた[7]。